# 三菱・ミニカスキッパー
ミニカ スキッパーは、三菱自動車工業が製造・販売していた軽自動車である。軽自動車ハイパワー競争の時代に三菱自動車から誕生したファストバックスタイルのリトルスポーツ車。

## 概要
競合車はホンダ・Z、ダイハツ・フェローMAXハードトップ、スズキ・フロンテクーペなど。同社のギャランGTOを彷彿させるファストバックおよびカットオフテール（カムテール）を採用し、リアエンドを大胆に切り落としたスタイルとしている。リアコンビランプ上には「スクープドウインドウ」を装備している。これは日本車初のもので、後方視界が損なわれやすいクーペの弱点を解消するために設けられたものであり、トランク内部が車外から見えないようにスモークガラスを採用、後のホンダ・CR-Xやホンダ・インサイト（3代目除く）、トヨタ・プリウス（2代目以降）などもこの方式を採用している。

## 歴史
- 1969年（昭和44年） - 東京モーターショーにてミニカ70のクーペ版「三菱ミニカクーペ」として出展される。
- 1971年（昭和46年）5月 - 発売開始。当初は2G10型水冷直列2気筒2ストロークエンジンを搭載。
- 1972年（昭和47年）10月 - 水冷直列2気筒4ストローク・OHC直列2気筒の2G21型バルカンエンジンを搭載し、車名がスキッパーⅣ（フォア）に変更される。セダン、ライトバンはフルモデルチェンジで「ミニカF4」へと改称。
- 1973年（昭和48年）10月 - 一部変更（安全対策）。ラインナップが縮小され、全車、合わせホイールが廃止される。
- 1974年（昭和49年）7月 - 自動車排出ガス規制強化の影響を受け、販売終了。

## 車名の由来
- スキッパー（SKIPPER）は「小意気な船のキャプテン」（一般的にはヨットの船長/艇長）という意味。
- キャッチコピーは「　こしゃくにも・・・・・クーペです　」。
- スキッパーⅣは4サイクルを表す。

## 主なグレード

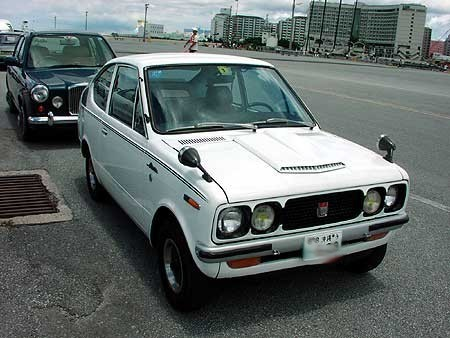
ミニカスキッパー GT
※730前の沖縄（左ハンドル）仕様

- GT（ラジアルタイヤとタコメーター、3点式シートベルトを標準装備）
- L/L
- L/L with stereo（8トラック式カーステレオ付、ダッシュボード、左右ドア、後部2の5スピーカーである。）
- S/L（タコメーター有）
- F/L（スキッパーⅣのみ）

## 装備
- GTはルーフアンテナを装備していた。
- いずれのグレードも、吊り下げ式クーラーはオプション扱いであった
- フロントマスクは一見4灯式ヘッドランプに見えるが、内側2個はフォグランプである
- 後方視界を補助するユニークなスクープドウィンドウ（日本車初）
- 日本車初のリアフラップ（フレームレスグラスハッチ）には、強化ガラスを採用
- ドレスアップ用オリジナルオプションを豊富に用意

## エンジン
- 2G10型　水冷直列2サイクル2気筒　359 cc　ゴールドエンジン・レッドエンジン
  - GT - 38 PS/7,000 rpm　　L/L - 34 PS/6,500 rpm　　S/L - 34 PS/6,500 rpm
- 2G21型　水冷直列4サイクル2気筒　359 cc　バルカンエンジン
  - GT - 36 PS/8,500 rpm　　L/L - 32 PS/8,000 rpm　　F/L - 32 PS/8,000 rpm